# Sainte-Colombe-de-Duras
Sainte-Colombe-de-Duras ist eine französische Gemeinde mit 100 Einwohnern (Stand 1. Januar 2022) im Département Lot-et-Garonne in der Region Nouvelle-Aquitaine.

## Geografie
Sainte-Colombe-de-Duras ist ein Dorf im Weinbaugebiet Côtes de Duras und liegt etwa vier Kilometer nordwestlich von Duras.

## Bevölkerungsentwicklung
| Jahr      | 1962 | 1968 | 1975 | 1982 | 1990 | 1999 | 2011 | 2018 |
| Einwohner | 162  | 131  | 103  | 93   | 87   | 78   | 102  | 105  |

## Sehenswürdigkeiten
- Kirche Sainte-Colombe aus dem 12. Jahrhundert (Monument historique)